# یکپارچه‌سازی اجتماعی
یکپارچه‌سازی اجتماعی (انگلیسی: Social integration) یا هم‌آمیزی اجتماعی روندیست که در طول آن تازه‌واردان یا اقلیت‌ها در درون ساختار جامعه میزبان ترکیب می‌شوند.
یکپارچه سازی اجتماعی درکنار یکپارچه‌سازی اقتصادی و یکپارچه سازی هویتی ابعاد سه‌گانه‌ایست که تازه‌واردان به یک جامعه جدید تجربه می‌کنند. میزان بالای یکپارچه سازی اجتماعی به کم کردن فواصل اجتماعی بین گروه‌ها و افزایش هرچه بیشتر ارزشها و رفتارهای سازگارتر کمک می‌کند.
گردآوری گروه‌های مختلف قومی صرف نظر از زبان، طبقه، باورها، و… بدون آنکه هویتشان را از دست بدهند. این عمل باعث می‌شود که تمام مناطق به حیات اجتماعی دسترسی پیدا کنند و باعث زدایش تبعیض می‌شود.
در یک دید کلی، یکپارچه سازی اجتماعی یک فرایند پویا و ساختارمند می‌باشد که تمام اعضا با مباحثه بین هم برای دستیابی و حفظ روابط اجتماعی مسالمت آمیز شرکت می‌کنند. یکپارچه‌سازی اجتماعی همتراز همگون‌سازی اجباری نیست.
یکپارچه سازی اجتماعی با تمرکز بر نیاز به حرکت بسوی جامعه ای امن، باثبات و عادلانه توسط اصلاح اوضاع حاکم بر محرومیت اجتماعی، چندگانگی اجتماعی، تکثرگرایی و به واسطه بسط دادن و تقویت شرایط یکپارچه سازی اجتماعی در پی نیل به روابط اجتماعی و همزیستی مسالمت آمیز به همراه تعاون و انسجام است.

## واژه‌شناسی
در زبان فارسی واژه‌های گوناگونی برای اشاره به مفهوم Social integration به کار گرفته شده‌اند، به عنوان مثال واژه‌های یکپارچگی، پیوستگی، اجمال، هم‌وندی، هم‌گرایی، انتگراسیون، انسجام، جامعیت، تلفیق، همسازی، ادغام، و شمول از جمله واژه‌هایی هستند که در متن‌های گوناگون برای اشاره به این مفهوم به‌کار رفته‌اند.
دولت اتریش در متن‌های رسمی فارسی که منتشر می‌کند، واژهٔ «هم‌آمیزی» را به کار می‌گیرد. بر همین اساس Der Österreichische Integrationsfonds به فارسی «صندوق هم‌آمیزی اتریش» نامیده می‌شود و نام پیشین وزارت امور خارجه اتریش Bundesministerium für Europa, Integration und Äußeres به فارسی «وزارت فدرال اروپا، هم‌آمیزی و امور خارجه» ترجمه می‌شد.